# Cinq Mille Dollars mort ou vif
Pour plus de détails, voir Fiche technique et Distribution.

Cinq Mille Dollars mort ou vif (Taggart)  est un film de R. G. Springsteen, sorti en 1964. Il s'inspire d'un roman de Louis L'Amour, adapté à l'écran par Robert Creighton Williams.

## Synopsis
Kent Taggart appartient à une famille de pionniers ayant été assassinée sur l’ordre de Ben Blaser, tyran de la région, et ses hommes.
Revenant venger la mort de ces derniers, il tue le fils de Blaser.
Ce dernier lance alors un mandat d’arrêt contre Taggart et offre 5 000 dollars à celui qui le retrouve.

## Fiche technique
- Titre : Cinq Mille Dollars mort ou vif
- Titre original : Taggart
- Réalisation : R. G. Springsteen
- Scénario : Robert Creighton Williams d'après le roman de Louis L'Amour
- Musique : Herman Stein
- Photographie : William Margulies
- Montage : Tony Martinelli
- Production : Gordon Kay
- Société de production : Universal Pictures
- Société de distribution : Universal Pictures (États-Unis)
- Pays :  États-Unis
- Genre : Western
- Durée : 85 minutes
- Dates de sortie : 
  -  États-Unis : 24 décembre 1964 (New York), 1er février 1965

## Distribution
- Tony Young : Kent Taggart
- Dan Duryea (VF : Serge Lhorca) : Jason
- David Carradine : Cal Dodge
- Jean Hale : Miriam Stark
- Peter Duryea : Rusty Bob Blazer
- Dick Foran (VF : Lucien Bryonne) : Adam Stark
- Arthur Space : Colonel
- Tom Reece (VF : Jacques Beauchey) : Vince August